# Bilal Lepenica
Bilal Lepenica (26 de diciembre de 1996) es un jugador de balonmano bosnio, naturalizado catarí, que juega de portero. Es internacional con la selección de balonmano de Catar.

## Palmarés internacional
| Juegos Asiáticos    | Juegos Asiáticos | Juegos Asiáticos | Juegos Asiáticos |
| Año                 | Lugar            | Medalla          |                  |
| ------------------- | ---------------- | ---------------- | ---------------- |
| 2022                | Hangzhou         | Medalla de oro   |                  |
| Campeonato Asiático |                  |                  |                  |
| Año                 | Lugar            | Medalla          |                  |
| 2022                | Dammam           | Medalla de oro   |                  |
| 2024                | Baréin           | Medalla de oro   |                  |